# Mecocerculus poecilocercus
Mecocerculus poecilocercus е вид птица от семейство Tyrannidae.

## Разпространение
Видът е разпространен в Еквадор, Колумбия и Перу.